# Martin Beheim (Maler)
Martin Beheim (getauft 31. Juli 1572 in Nürnberg; begraben 18. Februar 1623 ebenda) war ein Flach- und Ätzmaler in Nürnberg.

## Leben
Martin Beheim war der Sohn des Malers Hieronymus Beheim des Jüngeren (1538–1583) und dessen Frau Anna (geborene Bock, * 1541). Er selbst war zweimal verheiratet, zunächst mit Magdalena (geborene Rinckauer, ca. 1572–1596), mit der er zwei Söhne hatte, die jedoch starben, dann mit Catharina (geborene Kautz, 1574–1632), diese Ehe blieb kinderlos. Da sein Vater starb, als Beheim noch ein Kind war, wurde Alexius Lindner zu seinem Vormund. In den Jahren 1599 bis 1603 stand er der Zunft der Maler in Nürnberg vor. Als Lehrmeister genoss er einen guten Ruf, und so waren seit 1594 Jobst Harrich, Jakob Stretz, Lienhard Brandmüller, Lienhard Pantzer, Hans Ammon, Adam Leibinger, Simon Zeiß und Hans Hieronymus Kohl seine Lehrlinge. Er wohnte seit etwa 1612 im ehemaligen Kartäuserkloster, in dem Johann Weber, der Stiefvater seiner Frau Kastner war. Nach dessen Tod 1615 übernahm Beheim dieses Amt und den Almosendienst. Seine Frau heiratete am 24. September 1623 nach seinem Tod den Maler Jacob Martin.
Über sein Werk ist nichts bekannt.